# Vernon Andrade
Vernon Andrade (Panama, 24 april 1902 – New York, 8 februari 1966) was een Amerikaanse jazzbandleider. Zijn manier van arrangeren beïnvloedde Fletcher Henderson en Chick Webb.
Andrade, die oorspronkelijk viool speelde, ging begin jaren twintig naar New York, waar hij in het orkest van Deacon Johnson speelde. Rond 1923 stapte hij over op contrabas en begon hij zelf een band. Hij speelde met zijn orkest tot 1938 regelmatig in 'Renaissance Casino' in Harlem, waar hij de legendarische danser Frankie Manning, later bekend van de lindyhop, aan het dansen kreeg. Ook werkte hij wel in Alhambra Ballroom. In zijn band speelden onder meer Zutty Singleton, Al Sears, Pete Briggs en Ernest Hill. Ook zangeres Helen Humes zong er enige tijd, later was ze actief bij Count Basie. Andrade heeft weinig opgenomen en is tegenwoordig helemaal vergeten. Over de jaren na 1938 is over hem weinig bekend, behalve dat hij in zijn latere jaren les gaf in piano en viool. 